# Inlemeer

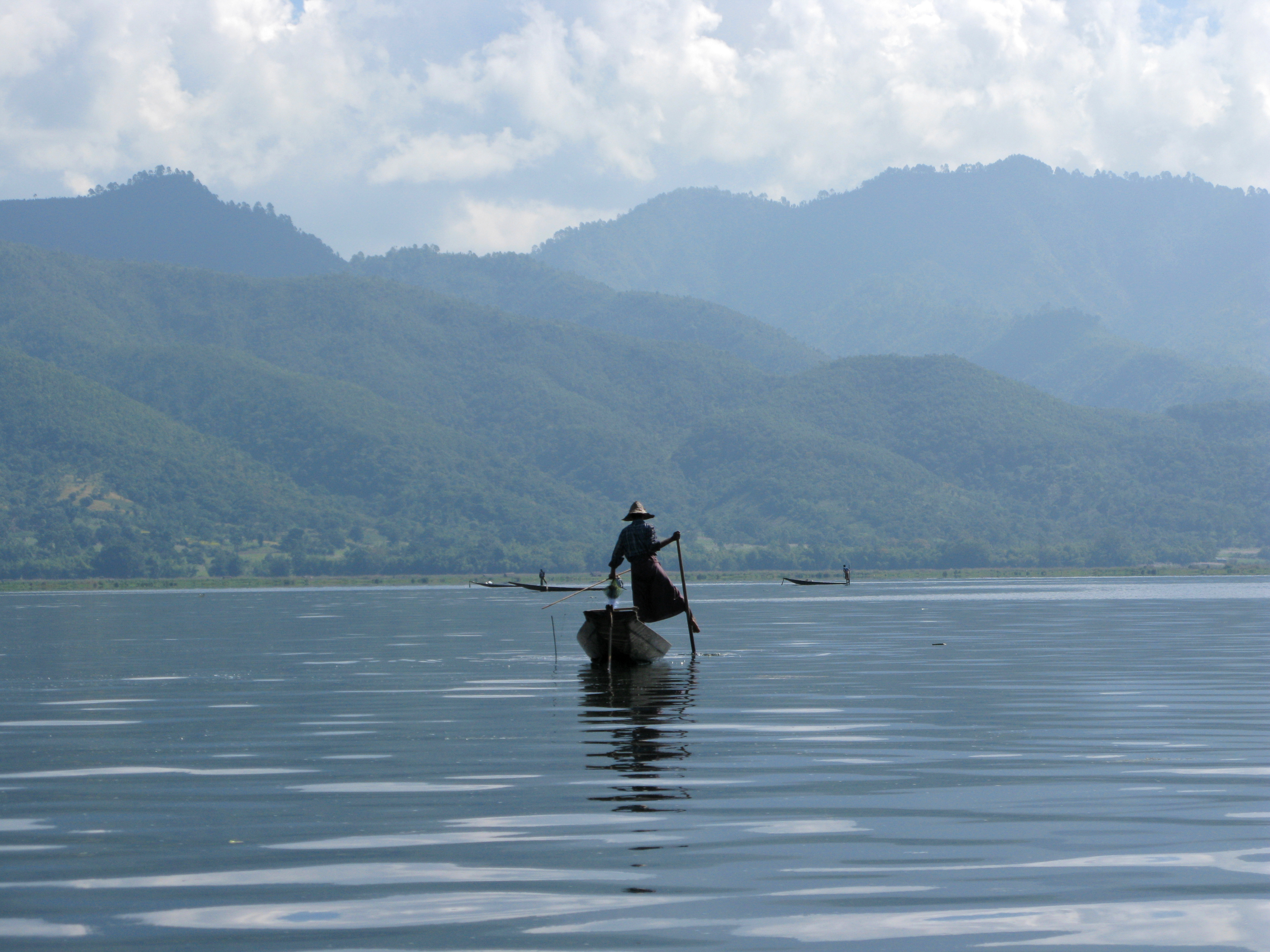
Beenroeiers op het Inlemeer in Myanmar.

Het Inlemeer is een meer in Myanmar. Het is bekend vanwege de op palen gebouwde dorpen, de drijvende boomgaarden en de beenroeiers. Het meer is ruim 20 km lang en op zijn breedst ruim 5 km. Het bevindt zich ongeveer 400 km ten noorden van de voormalige hoofdstad Yangon.
Rondom en op het Inle meer woont de Intha-minderheid, vaak in dorpen met op palen gebouwde huizen. Het bekendste dorp is Ywama, gebouwd in het meer, met houten huizen op palen en kanalen als straten. Delen van het dorp zijn door middel van houten bruggen met elkaar verbonden.
Eveneens op het meer bevinden zich drijvende boomgaarden. De Intha's creëren ze door een laag aarde vast te binden met moerasplanten. Daardoor blijft de aarde drijven. Er worden allerlei soorten groenten op geteeld. Op en rond het meer zijn verscheidene werkplaatsen: er zijn weverijen, smeden en sigarenfabriekjes.
De Intha's hebben een eigen manier van roeien. Net als de gondelier in Venetië gaat de roeier op de boot staan, maar - in plaats van met twee handen - klemt hij de roeispaan tussen één hand en één been.